# Pardosa zionis
Pardosa zionis är en spindelart som beskrevs av Chamberlin och Ivie 1942. Pardosa zionis ingår i släktet Pardosa och familjen vargspindlar. Inga underarter finns listade i Catalogue of Life.